# Lyman Hine
Lyman Northrop Hine, né le 22 juin 1888 à Brooklyn et mort le 5 mars 1930 à Neuilly-sur-Seine, est un bobeur américain.

## Biographie
Lyman Hine remporte avec l'équipe 1 des États-Unis la médaille d'argent en bob à cinq aux Jeux olympiques de 1928 à Saint-Moritz.
Il meurt dans un accident de la route à l'âge de 41 ans à Neuilly-sur-Seine.

## Palmarès
- : Médaillé d'argent du bob à cinq aux Jeux olympiques d'hiver de 1928 à Saint-Moritz ( Suisse)